# Bob Houghton
Robert Douglas Houghton (ur. 30 października 1947) – angielski piłkarz i trener, grający podczas kariery na pozycji pomocnika.

## Kariera klubowa
Bob Houghton rozpoczął swoją karierę w pierwszoligowym Fulham F.C. w 1967 roku. Z Fulham spadł do drugiej ligi w 1968. W latach 1969–1970 był zawodnikiem trzecioligowego klubu Brighton & Hove Albion. W ostatnich latach kariery był grającym trenerem półprofesjonalnych klubów Hastings United i Maidstone United.

## Kariera trenerska
Jeszcze jako piłkarz Houghton został trenerem. W 1974 został trenerem szwedzkiego Malmö FF. Z Malmö trzykrotnie zdobył mistrzostwo Szwecji w 1974, 1975, 1977, czterokrotnie Puchar Szwecji w 1974, 1975, 1978, 1980. W 1979 doprowadził Malmö do największego sukcesu w jego historii, jakim był finał Pucharu Europy w 1979, gdzie Malmö uległo angielskiemu Nottingham Forest 0-1. W tym samym roku Malmö zastąpiło Forest w Pucharze Interkontynentalnym, gdzie dwukrotnie uległo paragwajskiej Olimpii Asunción 1-2 i 0-1.
Po opuszczeniu Szwecji Houghton wyjechał do Grecji, gdzie krótko prowadził Ethnikos Pireus, po czym powrócił do Anglii, by prowadzić Bristol City. Z Bristolem spadł z drugiej do trzeciej ligi w 1981. W 1982 rozpoczął mało owocną wędrówkę po świecie i kolejno prowadził kanadyjski Toronto Blizzard, saudyjski Ittihad FC, szwedzki Örgryte IS i ponownie Malmö FF i Al-Ittihad, szwajcarski FC Zürich oraz amerykański Colorado Rapids.
W 1997 objął posadę selekcjonera reprezentacji Chin. Reprezentacje Państwa Środka prowadził do 1999. Odszedł po przegranych eliminacjach do Igrzysk Olimpijskich w Sydney. Pozostał jednak w Chinach i przez kolejne cztery lata prowadził tamtejsze kluby. W 2005 prowadził reprezentację Uzbekistanu, z którą przegrał eliminacje Mistrzostw Świata 2006 w barażu kontynentalnym z Bahrajnem. W 2005 prowadził chiński klub Changsha Ginde, z którym zajął 13-te, przedostatnie miejsce w Chinese Super League.
Od 2006 Houghton jest selekcjonerem reprezentacji Indii. W 2007 roku przegrał po dwumeczu z Libanem eliminacje Mistrzostw Świata 2010. Mimo porażki w eliminacjach Houghton zachował stanowisko selekcjonera. W 2008 wygrał z reprezentacją Indii AFC Challenge Cup, co oznaczało wywalczenie awansu do Pucharu Azji, po 27-letniej przerwie. W 2010 przedłużył kontrakt z Indyjską Federacją do 2013.